# Andrzej Przymeński
Andrzej Franciszek Przymeński (ur. 27 grudnia 1953) – polski socjolog i ekonomista, specjalizujący się w polityce społecznej, doktor socjologii, doktor habilitowany nauk ekonomicznych. Zawodowo związany z Uniwersytetem Ekonomicznym w Poznaniu.

## Życiorys
Magisterium z socjologii uzyskał w roku 1980 na Wydziale Nauk Społecznych Uniwersytetu im. Adama Mickiewicza w Poznaniu. Tamże, w roku 1990, obronił pracę doktorską. W 2001 roku, na podstawie  rozprawy zatytułowanej Bezdomność jako kwestia społeczna w Polsce współczesnej, uzyskał na Wydziale Ekonomii Akademii Ekonomicznej w Poznaniu stopień doktora habilitowanego nauk ekonomicznych w zakresie ekonomii - polityki społecznej.
W latach 2006–2021 profesor nadzwyczajny, a później profesor Uniwersytetu Ekonomicznego w Poznaniu. 
W latach 2000–2001 uczestniczył w pracach zespołu powołanego przez wiceprezydenta Miasta Poznania dra A. Grzybowskiego, którego zadaniem było opracowanie dla Zarządu Miasta strategii lokalnej polityki społecznej.
Prodziekan Wydziału Ekonomii Uniwersytetu Ekonomicznego w Poznaniu przez dwie kadencje: 2008-2012 i 2012-2016.
W latach 2015–2018 Członek Komisji Ekspertów ds. Przeciwdziałania Bezdomności przy Rzeczniku Praw Obywatelskich.
Medal Komisji Edukacji Narodowej otrzymał w 2015 r.
W roku 2018 został odznaczony Medalem im. Edwarda Abramowskiego, przyznanym przez Zarząd Główny Polskiego Towarzystwa Polityki Społecznej „za wybitne zasługi na rzecz rozwoju polityki społecznej w Polsce i integrację środowiska związanego z PTPS”.
Był promotorem licznych prac dyplomowych. Pełnił rolę opiekuna naukowego, a następnie promotora w ramach 2 przewodów doktorskich: dr Zuzanny Rataj i dra Grzegorza Grygiela.

## Wybrane publikacje[6]
- 2021: Mieszkalnictwo socjalne w Polsce w procesie zmian. Ruch Prawniczy, Ekonomiczny i Socjologiczny, zeszyt 3, 355-372.
- 2021: Council Housing in Poland. What Should We Do to Achieve its Goals? Problemy Polityki Społecznej. Studia i dyskusje, 52 (1), 7-23.
- 2019: Najem mieszkań na warunkach socjalnych w kontekście zmian modelu polityki mieszkaniowej w Polsce. Polityka Społeczna, (9), 1-7.
- 2017: Społeczne zapotrzebowanie na mieszkania dla gospodarstw domowych o niskich i bardzo niskich dochodach we współczesnej Polsce. Polityka Społeczna, (11-12), 10-17.
- 2016: Socjalny najem mieszkań jako instrument demarginalizacji mieszkaniowej w Polsce. Problemy Polityki Społecznej. Studia i dyskusje, #32(1), 13-32.
- 2014: Przymeński A., Oliwa-Ciesielska M., Publiczna pomoc mieszkaniowa a demarginalizacja społeczna ludności ubogiej. Poznań: Wydawnictwo Uniwersytetu Ekonomicznego w Poznaniu, s. 225.
- 2012: Zróżnicowanie klasowe współczesnego społeczeństwa polskiego w świetle współczesnych badań. Polityka Społeczna, (4), 23-29.
- 2008: Aktualny stan problemu bezdomności w Polsce. Aspekt polityczno – społeczny. W: M. Dębski, K. Stachura (red.), Oblicza bezdomności (s. 17–36). Gdańsk: Uniwersytet Gdański, s. 326.
- 2006: Bezdomność dzieci w Polsce współczesnej. W: J. Sztumski (red.), Pokolenie wygranych? Ciąg dalszy badań nad sytuacją dzieci i młodzieży w procesie transformacji (s. 25–54). Katowice: „Śląsk” Wydawnictwo Naukowe.
- 2001: Bezdomność jako kwestia społeczna w Polsce współczesnej. Poznań: Wydawnictwo Akademii Ekonomicznej w Poznaniu, s. 281.
- 1999: Skala i geografia zjawiska bezdomności w Polsce w końcu lat dziewięćdziesiątych. W: F. Krzykała (red.), Studia z etyki i socjologii gospodarczej. Zeszyty Naukowe Akademii Ekonomicznej w Poznaniu, seria I (270), 120-141.
- 1997: Geografia i skala zjawiska bezdomności w Polsce. Roczniki Naukowe Caritas (Rok I), 29-56.

## Projekty badawcze[7]
- Przymeński, A., Oliwa-Ciesielska, M. (2009). Tytuł projektu: Mieszkalnictwo socjalne jako instrument lokalnej polityki społecznej wobec osób bezdomnych, na przykładzie Poznania. Diagnoza i rekomendacje. Konkurs ogłoszony przez Miasto Poznań.
- Przymeński, A., Oliwa-Ciesielska M. (2011-2014). Temat: Zaspokajanie mieszkaniowych i paramieszkaniowych potrzeb zmarginalizowanych ekonomicznie osób i gospodarstw domowych w Polsce, a procesy ich społecznej demarginalizacji, grant Ministerstwa Nauki i Szkolnictwa Wyższego (Narodowe Centrum Nauki) nr N N114 163940.

## Problematyka badawcza[7]
Mieszkalnictwo socjalne. Polityka mieszkaniowa. Problem bezdomności. Struktura klasowa społeczeństwa polskiego.
Prekursor badań na temat narastającego w Polsce w latach 90. problemu bezdomności. Jako pierwszy metodami naukowymi oszacował jego skalę (liczba osób) i opisał geografię.